# Terpna subalba
Terpna subalba är en fjärilsart som beskrevs av Louis Beethoven Prout 1927. Terpna subalba ingår i släktet Terpna och familjen mätare. Inga underarter finns listade i Catalogue of Life.